# Чарна-Весь-Косьцельна

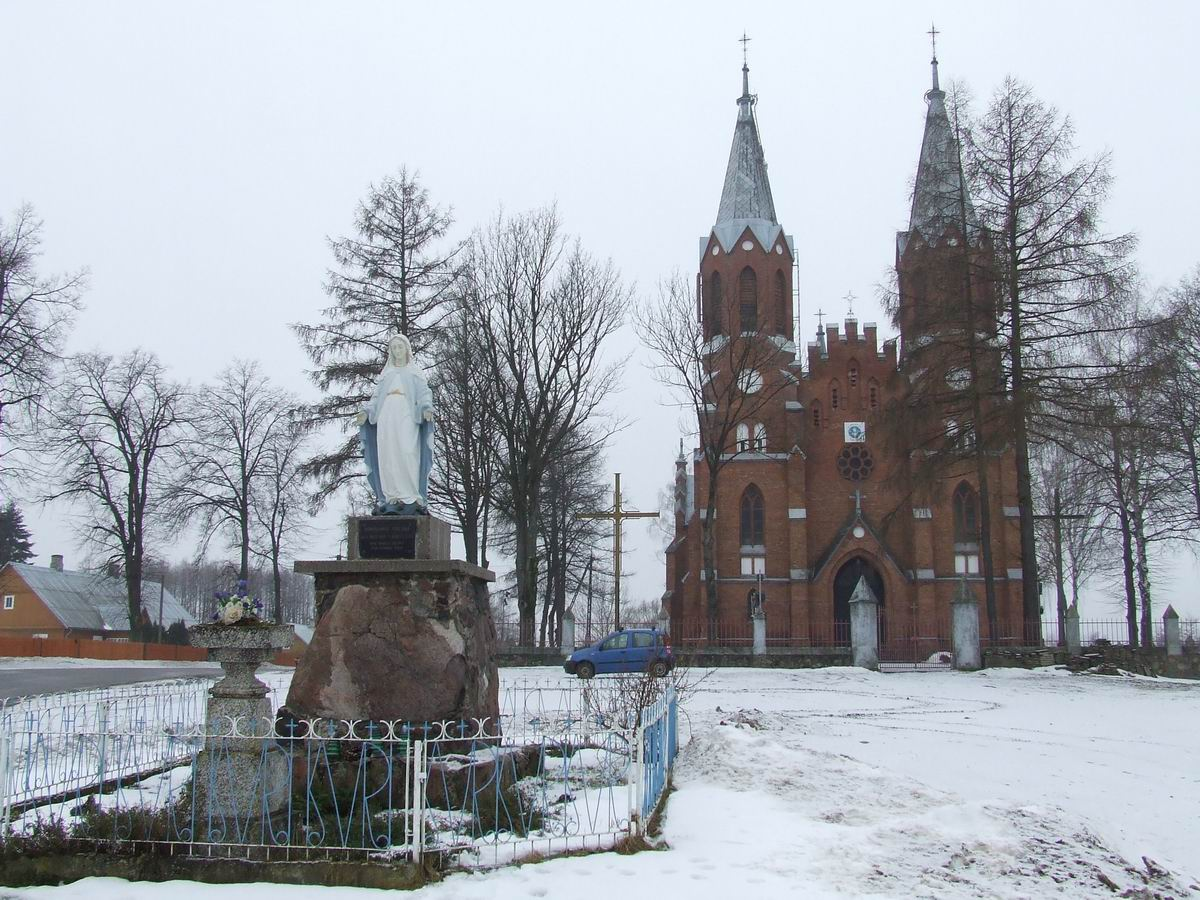
Костёл

Ча́рна-Весь-Косьце́льна (пол. Czarna Wieś Kościelna) — деревня в Белостокском повете Подляского воеводства Польши. Входит в состав гмины Чарна-Бялостоцка. Находится примерно в 19 км к северу от города Белостока. По данным переписи 2011 года, в деревне проживало 638 человек.
В деревне есть католический костёл, построенный в 1913—1921 годах в псевдоготическом стиле. Действуют гончарные мастерские.